# Sonny Rollins
Sonny Rollins, all'anagrafe Theodore Walter Rollins (New York, 7 settembre 1930) è un sassofonista e compositore statunitense di musica jazz, considerato uno dei più importanti capiscuola dello stile hard bop.

## Biografia

### Gli inizi
(Miles Davis)
Rollins ha i primi contatti con la musica a undici anni, quando prende lezioni di pianoforte e di sassofono; dopo una breve esperienza con il sassofono contralto, passa permanentemente al sax tenore nel 1946, all'età di sedici anni. Entra negli Harlem Rollin' dove suonano anche Jackie McLean, Arthur Taylor, e Kenny Drew con i quali costituirà una band alle scuole superiori. I suoi genitori provenivano dalle isole Vergini ed egli amava molto la musica da ballo dei Caraibi: si avvicinò al sassofono nell'era della musica "jump" antecedente al rock and roll e, anche se la sua musica rivela quel passato, Rollins va molto al di là: una sua singola improvvisazione (ed alcune sono molto estese) può sembrare come un veloce cammino a ritroso attraverso la musica popolare dell'Ovest, costruita in modo così eccentrico da risultare quasi astratta.
Le sorelle ed i fratelli di Sonny erano tutti studenti di musica classica, ma uno zio sassofonista, appassionato di blues, conquistò con la sua musica il giovane che assorbì gli stili degli idoli del sassofono degli anni quaranta: da Coleman Hawkins prese la sonorità intensa e l'abilità di muoversi tra gli accordi, da Lester Young la capacità di raccontare storie nel modo più originale, da Charlie Parker tutte le caratteristiche di Hawkins e Young messe insieme sintetizzate in un nuovo, rivoluzionario, linguaggio.
Da questo crogiolo ribollente Rollins emerse con un bagaglio unico di sicurezza, velocità, swing e spontaneità inventiva. Anche il pianista Thelonious Monk influenzò molto Rollins, rendendo i suoi assoli più frammentari e melodicamente più imprevedibili, con un'inclinazione a spezzettare il materiale tradizionale e spesso a rovesciarlo.

### La celebrità

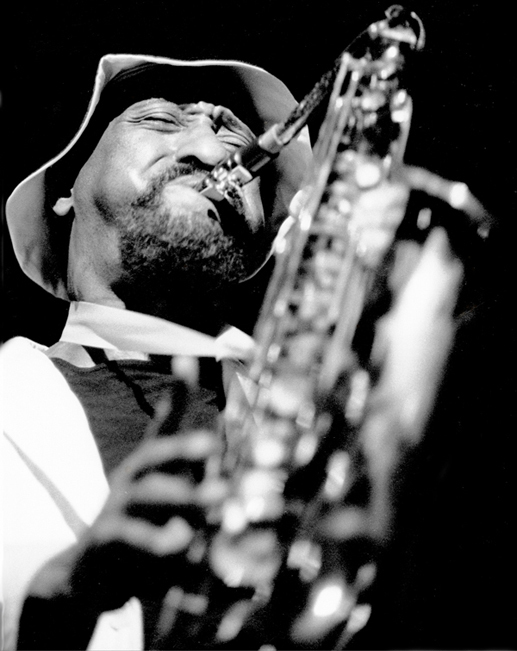
SonnyRollins alla "San Francisco Opera House" nel 1982

Alla fine degli anni quaranta aveva raggiunto un livello di bravura tale da poter cominciare a suonare con i musicisti suoi idoli, e con i suoi coetanei che stavano facendo la storia del jazz, tra cui Miles Davis, con cui si sarebbe ritrovato più volte nel corso degli anni . L'ascolto di Oleo, Doxy e  Airegin sull'LP Bags' Groove (1954) e dell'album di Thelonious Monk Brilliant Corners (1956) dimostra la statura raggiunta da Rollins come strumentista e come compositore: gli standard da lui composti in questi anni restano tra i più famosi e frequentati.
Nel 1955 sostituì Harold Land nel quintetto di Clifford Brown e Max Roach. Negli anni successivi realizzò molte incisioni che lo proiettarono nel firmamento del jazz con la considerazione di miglior sassofonista dai tempi di Charlie Parker. Nella seconda metà degli anni cinquanta registrò, molto spesso insieme a Roach, alcuni dei suoi lavori più importanti: il fondamentale Saxophone Colossus, Tenor Madness (in cui lo si può ascoltare in una spettacolare chase - o gara - con John Coltrane appena approdato al quintetto di Miles Davis), e Freedom Suite. Nel dicembre del 1956 incide Tour the Force, con Kenny Drew e Max Roach e, soprattutto, con il cantante Earl Coleman: un connubio sax tenore-canto che sarà ripreso un decennio più tardi da John Coltrane e Johnny Hartman e a metà degli anni ottanta da Benny Carter e Billy Eckstine (che dei due summenzionati cantanti è stato "maestro")
La celebrità che accompagnò Rollins in questo periodo non spense mai il suo innato desiderio di apprendere ed evolversi, un impulso che egli stesso attribuisce alla volontà di competere con i suoi fratelli maggiori. Proprio quando l'avanguardia avanzava Rollins si prese due anni di riposo, dal 1959 al 1961, per approfondire i complessi problemi riguardo al rapporto tra improvvisazione e struttura. In quei due anni, Rollins riprese a studiare lo strumento come se dovesse ricominciare, e per evitare le proteste dei vicini prese ad andare a studiare su un ponte sull'East River, dove talvolta lo raggiungeva Steve Lacy anch'egli alle prese con una riflessione sulla sua musica.
(Sonny Rollins)
Negli anni cinquanta aveva conosciuto il grande "architetto" del free jazz, Ornette Coleman, e al suo ritorno sotto i riflettori cominciò a lavorare con due importanti sideman di quest'ultimo: il trombettista Don Cherry ed il batterista Billy Higgins. Il risultato musicale fu più libero e avventuroso, ancora segnato, però, dall'energia instancabile con la quale Rollins riusciva ad incatenare, l'una all'altra, nuove idee nel corso di ogni furioso assolo. 
Rollins incise sei album negli anni successivi al 1961: The Bridge è uno dei più conosciuti ed è così intitolato a ricordo delle sue sedute di studio sul Williamsburg Bridge.
Si ritirò nuovamente tra il 1969 ed il 1971 per tornare nel 1972 alla guida di giovani band che, però, eseguivano un jazz più commerciale.
Nell'aprile del 1981, a seguito di una casualità, accettò l'invito di Mick Jagger di effettuare alcune sovraincisioni in studio su brani dei Rolling Stones che il cantante stava elaborando per il mixaggio definitivo dell'album "Tattoo You". I brani sono "Slave", "Neighbours" e "Waiting on a Friend", quest'ultimo particolarmente congeniale per lui, in quanto caratterizzato da un ritmo caraibico soft, nel quale Rollins estrae un'improvvisazione melodica fantastica che segnerà il brano rendendolo memorabile

### Tempi moderni

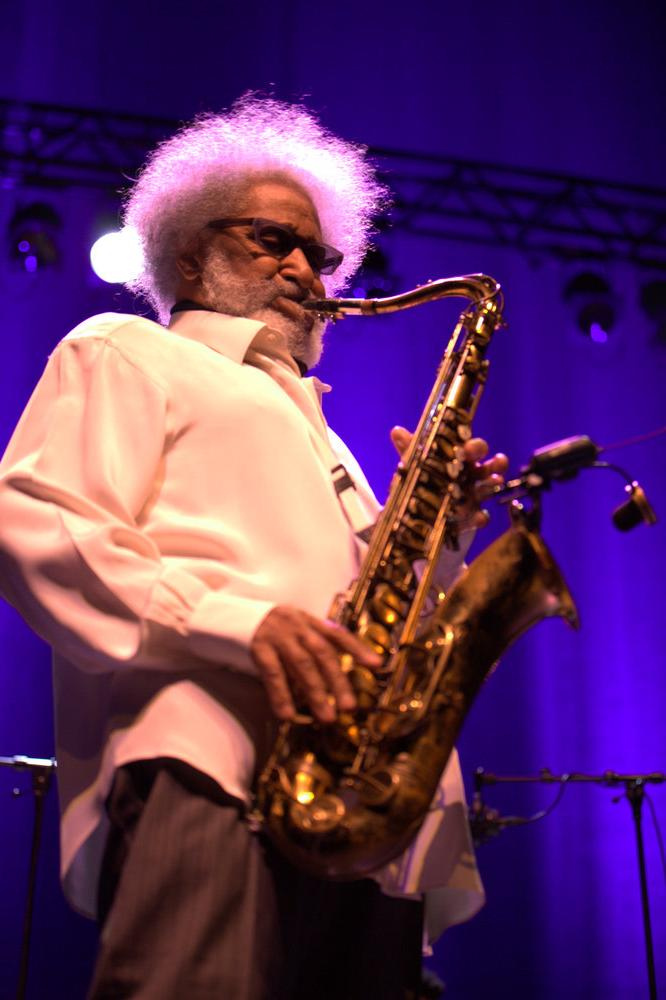
Sonny Rollins nel 2011

In tempi più recenti Sonny Rollins ha sempre più spesso lasciato emergere gli entusiasmi musicali dei suoi anni giovanili, e molte delle sue registrazioni degli anni 1990-2010 comprendono un funk molto più rilassato, ballads romantiche e musica soul contagiosa. Ma egli resta un improvvisatore senza pari. In qualsiasi momento, nelle performance dal vivo, egli è sempre in grado di lasciare che la sua creatività, ancora vivace e ostinata, attinga alla sua inesauribile riserva di melodia per elaborarla in maniera ammaliante ed imprevedibile.
Al Ronnie Scott's Club di Londra si ricorda ancora un finale di un suo concerto: mentre dava la buonanotte al pubblico, di colpo affiorò nella sua memoria una canzone di Tin Pan Alley intitolata Goodnight per cui Rollins continuò a suonare senza accompagnamento per oltre un'ora, quasi senza prendere fiato.
Dopo la perdita, nel 2005, della moglie Lucille che gli aveva fatto da agente per più di trent'anni, Rollins fondò una propria casa editrice, la Doxy Records, che, nel gennaio 2007, pubblicò il suo primo album di studio da più di cinque anni, Sonny, please. La spinta continua ad elaborare nuova musica traendo ispirazione da quella vecchia fa parte dello spirito jazz, di cui Sonny Rollins è un portavoce folgorante. Tornato - quasi ottantenne - ai concerti dal vivo ed all'improvvisazione, Rollins ha dimostrato di essere ancora uno dei più importanti tenorsassofonisti jazz.
Nel 2010 Rollins ha ricevuto la National Medal of Arts e la Edward MacDowell Medal. L'anno successivo è stato soggetto di un altro documentario diretto da Dick Fontaine, intitolato Beyond the Notes.
Nel 2013, Rollins si trasferì a Woodstock (New York). Nella primavera del 2013, apparve nella serie televisiva I Simpson e ricevette un dottorato onorario in Musica dalla Juilliard School di New York City.
Nel 2014 è uscito il documentario olandese Sonny Rollins-Morgen Speel ik Beter e nell'ottobre 2015, Rollins venne premiato alla carriera dalla Jazz Foundation of America.
Dal 2012, Rollins non si è più esibito in pubblico.

## Collaborazioni principali
- Art Blakey
- Paul Bley
- Clifford Brown
- Kenny Burrell
- Donald Byrd
- Ron Carter
- Don Cherry
- Billy Cobham
- John Coltrane
- Miles Davis
- Jack DeJohnette
- Tommy Flanagan
- Al Foster
- Jimmy Garrison
- Dizzy Gillespie

- Charlie Haden
- Jim Hall
- Roy Hargrove
- Coleman Hawkins
- Freddie Hubbard
- Wynton Marsalis
- Jackie McLean
- Pat Metheny
- Thelonious Monk
- Charlie Parker
- Bud Powell
- Max Roach
- The Rolling Stones
- Horace Silver
- McCoy Tyner
- Lester Young